# 一芳水果茶
一芳水果茶，簡稱一芳，是一個從臺灣台中市豐原區起家的臺灣連鎖手搖飲料店品牌，隸屬於墨力國際股份有限公司。成立於2016年，創辦人為柯梓凱。

## 歷史
2016年3月，公司成立「一芳水果茶」。2019年8月5日，香港市民為反送中運動發起2019年8月5日三罷行動，而網路流傳一芳水果茶香港加盟的門市張貼「與香港人同行」的店休說明。隨後爆發台灣手搖茶業者政治表態事件，一芳台灣水果茶（上海墨印餐饮管理有限公司）於官方微博上發表「堅決維護一國兩制，反對暴力罷工」並且宣布與該加盟業者解約等相關公告，引發台灣各界撻伐，業績也因此下滑，事發後一星期，台灣的業績下滑至三成。董事長柯梓凱表示損失了約新台幣5,000萬的業績，也關了30家位在台灣的分店。
2019年，墨力國際股份有限公司隨後低調推出新茶飲品牌霜江茶行，藉此讓既有一芳加盟業者得以脫胎換骨，免費加盟成霜江茶行。
2020年，合股創立美濃商行跨足早餐店，試圖東山再起。
2020年，公司重心自台灣轉移至中國大陸，發展咖啡品牌（Sunsofa）和餐飲（佳家湯包），重心轉移後台灣一芳水果茶門店業績不起反降。

## 獎項
| 年份   | 獲提名           | 獎項                                 | 結果 |
| ------ | ---------------- | ------------------------------------ | ---- |
| 2016年 |                  | 1111創業網十大品牌                   | 獲獎 |
| 2016年 |                  | 財團法人服務業發展協會優良創新產品獎 | 獲獎 |
| 2017年 |                  | 經理人百大MVP獎                      | 獲獎 |
|        | 旗下珍珠奶茶品項 | 臺中珍奶節被封為「最強Q彈」珍奶      | 獲獎 |

## 關聯品牌
- 霜江茶行
- 朝氣美濃商行
- Sunsofa
- 佳家湯包